# Delma tincta
Delma tincta — вид геконоподібних ящірок родини лусконогових (Pygopodidae). Ендемік Австралії. 

## Поширення і екологія
Delma tincta широко поширені на півночі, заході і сході Австралії. Вони живуть в різноманітних природних середовищах, від вологих прибережних лісів до саван і внутрішніх пустель.